# Artschil Arweladse
Artschil Arweladse (georgisch არჩილ არველაძე; * 22. Februar 1973 in Tiflis, Georgische SSR, Sowjetunion) ist ein ehemaliger georgischer Fußballspieler. Die UEFA-Schreibweise seines Namens lautet Archil Arveladze.
Artschil Arweladse hat bei vielen Vereinen in Europa gespielt. Nachdem er anfangs bei Martwe Tiflis gespielt hatte, wechselte der Stürmer zum Großklub Iberia/Dinamo Tiflis. 1993 wagte er den Schritt ins Ausland. Er wechselte zu Trabzonspor in die Türkei. Vier Jahre lang war er dort aktiv. Dann unterschrieb er, inzwischen zum Nationalspieler geworden, einen Vertrag bei NAC Breda in den Niederlanden. 
Im Jahr 2000 wechselte er zum gerade in die Bundesliga zurückgekehrten 1. FC Köln. Seine Zeit in Deutschland war keine glückliche. Viele Verletzungen warfen ihn immer wieder zurück und brachten ihn um den durchaus möglichen Stammplatz beim FC, wo in der Saison 1993/94 bereits sein Bruder Rewas Arweladse gespielt hatte. 
Artschils Zwillingsbruder Schota Arweladse war ebenfalls Fußballprofi. 2003 verließ Artschil Deutschland und ging zurück in die georgische Heimat zu Dinamo Tiflis.